# درگیری نیابتی ایران و ترکیه
درگیری نیابتی ایران و ترکیه، به رقابت منطقه‌ای ایران و ترکیه در خاورمیانه، عمدتاً در جریان درگیری‌های مسلحانه و مبارزات برای نفوذ، اشاره دارد.